# Natatolana buzwilsoni
Natatolana buzwilsoni är en kräftdjursart som beskrevs av Keable 2006. Natatolana buzwilsoni ingår i släktet Natatolana och familjen Cirolanidae. Inga underarter finns listade i Catalogue of Life.